# Квазіопукла функція

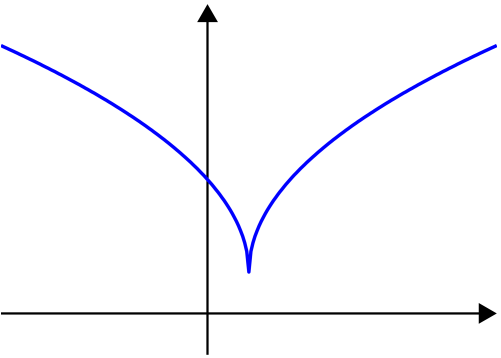
Квазіопукла функція, що не є опуклою

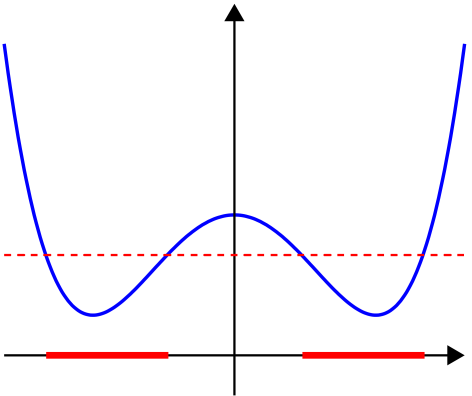
Функція, що не є квазіопуклою: множина точок, значення функції в яких не перевищує червоної пунктирної лінії не є опуклою.

Квазіопукла функція — узагальнення поняття опуклої функції, що знайшло широке використання в нелінійній оптимізації, зокрема при застосуванні оптимізації до питань економіки.

## Визначення
Нехай X — опукла підмножина {\displaystyle \mathbb {R} ^{n}}. Функція {\displaystyle f:X\to \mathbb {R} } називається квазіопуклою або унімодальною, якщо для довільних елементів {\displaystyle x,y\in X}  і  {\displaystyle \lambda \in [0,1]}  виконується нерівність:
{\displaystyle f(\lambda x+(1-\lambda )y)\leq \max {\big (}f(x),f(y){\big )}.}
Якщо також:
{\displaystyle f(\lambda x+(1-\lambda )y)<\max {\big (}f(x),f(y){\big )}}
для {\displaystyle x\neq y}  і {\displaystyle \lambda \in (0,1)} то функція називається строго квазіопуклою.
Функція {\displaystyle f:X\to \mathbb {R} } називається квазіувігнутою (строго квазіувігнутою), якщо {\displaystyle -f} є квазіопуклою (строго квазіопуклою).
Еквівалентно, функція є квазіувігнутою, якщо
{\displaystyle f(\lambda x+(1-\lambda )y)\geq \min {\big (}f(x),f(y){\big )}.}
і строго квазіувігнутою якщо
{\displaystyle f(\lambda x+(1-\lambda )y)>\min {\big (}f(x),f(y){\big )}.}
Функція, яка одночасно є квазіопуклою та квазіувігнутою називається квазілінійною.

## Приклади
- Довільна опукла функція є квазіопуклою, довільна увігнута функція є квазіувігнутою.
- Функція {\displaystyle f(x)=\ln x}  є квазілінійною на множині додатних дійсних чисел.
- Функція {\displaystyle f(x_{1},x_{2})=x_{1}x_{2}}  є квазувігнутою на множині {\displaystyle \mathbb {R} _{+}^{2},} (множина пар невід'ємних чисел) але не є ні опуклою, ні увігнутою.
- Функція {\displaystyle x\mapsto \lfloor x\rfloor } є квазіопуклою і не є ні опуклою, ні неперервною.

## Властивості
- Функція {\displaystyle f:X\to \mathbb {R} }, де {\displaystyle X\subset \mathbb {R} ^{n}} — опукла множина, квазіопукла тоді і тільки тоді, коли для всіх {\displaystyle \beta \in \mathbb {R} ,} множина

{\displaystyle X_{\beta }=\{x\in X|f(x)\leqslant \beta \}}
Доведення. Нехай множина {\displaystyle X_{\beta }} опукла для будь-якого β. Зафіксуємо дві довільні точки {\displaystyle x_{1},x_{2}\in X} та розглянемо точку {\displaystyle x=\lambda x_{1}+(1-\lambda )x_{2},\quad \lambda \in (0,1).} Точки {\displaystyle x_{1},x_{2}\in X_{\beta }} при {\displaystyle \beta \max\{f(x_{1}),f(x_{2})\}}. Оскільки множина {\displaystyle X_{\beta }} опукла, то{\displaystyle x\in X_{\beta }}, а, отже, {\displaystyle f(x)\leqslant \beta =max\{f(x_{1}),f(x_{2})\},} тобто виконується нерівність у визначенні і функція є квазіопуклою.
Нехай функція f квазіопукла. Для деякого {\displaystyle \beta \in \mathbb {R} } зафіксуємо довільні точки {\displaystyle x_{1},x_{2}\in X_{\beta }.} Тоді {\displaystyle \max\{f(x_{1}),f(x_{2})\}\leqslant \beta }. Оскільки X — опукла множина, то для будь-якого {\displaystyle \lambda \in (0,1)} точка {\displaystyle x=\lambda x_{1}+(1-\lambda )x_{2}\in X}. З означення квазіопуклості випливає, що {\displaystyle f(x)\leqslant max\{f(x_{1}),f(x_{2})\}\leqslant \beta }, тобто {\displaystyle x\in X_{\beta }}. Отже, {\displaystyle X_{\beta }} — опукла множина.
- Неперервна функція {\displaystyle f:X\to \mathbb {R} }, де X — опукла множина в {\displaystyle \mathbb {R} }, квазіопукла тоді і тільки тоді, коли виконується одна з таких умов:

1. f — неспадна;
2. f — незростаюча;
3. існує така точка {\displaystyle c\in X}, що для всіх {\displaystyle t\in X,t\leqslant c,} функція f незростаюча, і для всіх {\displaystyle t\in X,t\geqslant c,} функція f неспадна.

### Диференційовні квазіопуклі функції
- Нехай {\displaystyle f:X\to \mathbb {R} } — диференційована функція на X, де {\displaystyle X\subset \mathbb {R} ^{n}} — відкрита опукла множина. Тоді f квазіопукла на X тоді і тільки тоді, коли справджується співвідношення:

{\displaystyle f(y)\leqslant f(x)\Rightarrow \left\langle f^{'}(x),y-x\right\rangle \leqslant 0} для всіх {\displaystyle x,y\in X}.
- Нехай f — двічі диференційовна функція. Якщо f квазіопукла на X, то виконується умова:

{\displaystyle \left\langle f^{'}(x),y\right\rangle =0\Rightarrow \left\langle f^{''}(x)y,y\right\rangle \geqslant 0,} для всіх {\displaystyle x\in X,y\in \mathbb {R} ^{n}}.
- Необхідні і достатні умови квазіопуклості і квазіувігнутості можна також дати через так звану обрамлену матрицю Гессе. Для функції {\displaystyle f(x_{1},\ldots ,x_{m})} визначимо для {\displaystyle 1\leqslant n\leqslant m} визначники:

{\displaystyle D_{n}={\begin{vmatrix}0&{\frac {\partial f}{\partial x_{1}}}&{\frac {\partial f}{\partial x_{2}}}&\cdots &{\frac {\partial f}{\partial x_{n}}}\\\\{\frac {\partial f}{\partial x_{1}}}&{\frac {\partial ^{2}f}{\partial x_{1}^{2}}}&{\frac {\partial ^{2}f}{\partial x_{1}\,\partial x_{2}}}&\cdots &{\frac {\partial ^{2}f}{\partial x_{1}\,\partial x_{n}}}\\\\{\frac {\partial f}{\partial x_{2}}}&{\frac {\partial ^{2}f}{\partial x_{2}\,\partial x_{1}}}&{\frac {\partial ^{2}f}{\partial x_{2}^{2}}}&\cdots &{\frac {\partial ^{2}f}{\partial x_{2}\,\partial x_{n}}}\\\\\vdots &\vdots &\vdots &\ddots &\vdots \\\\{\frac {\partial f}{\partial x_{n}}}&{\frac {\partial ^{2}f}{\partial x_{n}\,\partial x_{1}}}&{\frac {\partial ^{2}f}{\partial x_{n}\,\partial x_{2}}}&\cdots &{\frac {\partial ^{2}f}{\partial x_{n}^{2}}}\end{vmatrix}}}
Тоді справедливі твердження:
- Якщо функція f квазіопукла на множині X, тоді Dn(x) ≤ 0 для всіх n і всіх x з X.
- Якщо функція f квазіувігнута на множині X, тоді D1(x) ≤ 0, D2(x) ≥ 0, ..., (-1)mDm(x) ≤ 0  для  всіх x з X.
- Якщо Dn(x) ≤ 0 для всіх n і всіх x з X, то функція f квазіопукла на множині X.
- Якщо D1(x) ≤ 0, D2(x) ≥ 0, ..., (-1)mDm(x) ≤ 0  для  всіх x з X, функція f квазіувігнута на множині X.

## Операції, що зберігають квазіопуклість
- Максимум зважених квазіопуклих функцій з невід'ємними вагами, тобто

{\displaystyle f=\max \left\lbrace w_{1}f_{1},\ldots ,w_{n}f_{n}\right\rbrace }  де {\displaystyle w_{i}\geqslant 0}
- композиція з неспадною функцією (якщо {\displaystyle g:\mathbb {R} ^{n}\rightarrow \mathbb {R} } —  квазіопукла, {\displaystyle h:\mathbb {R} \rightarrow \mathbb {R} } — неспадна, тоді {\displaystyle f=h\circ g}  є квазіопуклою).
- мінімізація (якщо f(x,y) є квазіопуклою, C — опукла множина, тоді {\displaystyle h(x)=\inf _{y\in C}f(x,y)} є квазіопуклою).